# Сједећа пушина
Сједећа пушина (лат. Silene acaulis) је биљка која је распрострањена у арктичким и алпским екосистемима Евроазије и Северне Америке.

## Опис
Седећа пушина је густо бусенаста биљка, често полулоптаста, из чије розете вире ситни цвјетови, сједећи или са веома кратком дршком, односно стабљиком. Листови су сви у розети, а само ријетко по један пар на стабљици, ако је има, игличасто су тракасти, до 1 милиметар широки, на врху су ушиљени, голи и са једним нервом. Чашица је црвена и дуга 5-10 милиметара, са зупцима усјеченим до половине. Круница је затвореноружичастам са листићима чије су ламине обрнутојајолике.

## Уопштено
Насељава алпински појас највиших планина бивше Југославије, које су грађене од карбонатних стијена, и плитка карбонатна тла – кречњачке црнице (органогене и органоминералне), доломитне рендзине, те кречњачке или доломитне сирозиме, чија pH-вриједност најчешће варира између 6,5 и 7,5 у . Средње годишње температуре на њеним стаништима варирају најчешће између 0 и 2, апсолутне минималне се спуштају испод -40, а апсолутне максималне најчешће се дижу изнад 25. Одлично је прилагођена на физиолошку сушу, која на њеним стаништима често траје и до десет мјесеци. Припада групи изразитих планинских хелиофита. Врста је глацијални реликт у нашој флори и вегетацији, а због пионирске улоге у обрастању најекстремнијих станишта, те због изузетно декоративног значаја, заслужује посебну пажњу, посебно у смислу налажења начина за њено ширење.